# Petithan
Petithan is een dorp in de Belgische provincie Luxemburg. Het ligt in Grandhan, een deelgemeente van Durbuy. Petithan ligt langs de Ourthe, twee kilometer ten oosten van Grandhan.

## Geschiedenis
Op het eind van het ancien régime werd Petithan een gemeente, maar deze werd in 1812 alweer opgeheven en bij Grandhan gevoegd.

## Bezienswaardigheden
- De Sint-Martinuskerk

Deelgemeenten: Barvaux · Bende · Bomal · Borlon · Durbuy · Grandhan · Heyd · Izier · Septon · Tohogne · Villers-Sainte-Gertrude · Wéris

Overige plaatsen: Aisne · Bohon · Grande Enneille· Herbet · Hermanne · Houmart · Juzaine · Longueville · Morville · Oneux · Oppagne · Ozo · Palenge · Pas-Bayard · Petite Enneille · Petite-Somme · Petithan · Rome · Verlaine-sur-Ourthe · Warre

Belgische gemeenten · Arrondissement Marche-en-Famenne · Luxemburg · Wallonië